# Joe Louis Walker

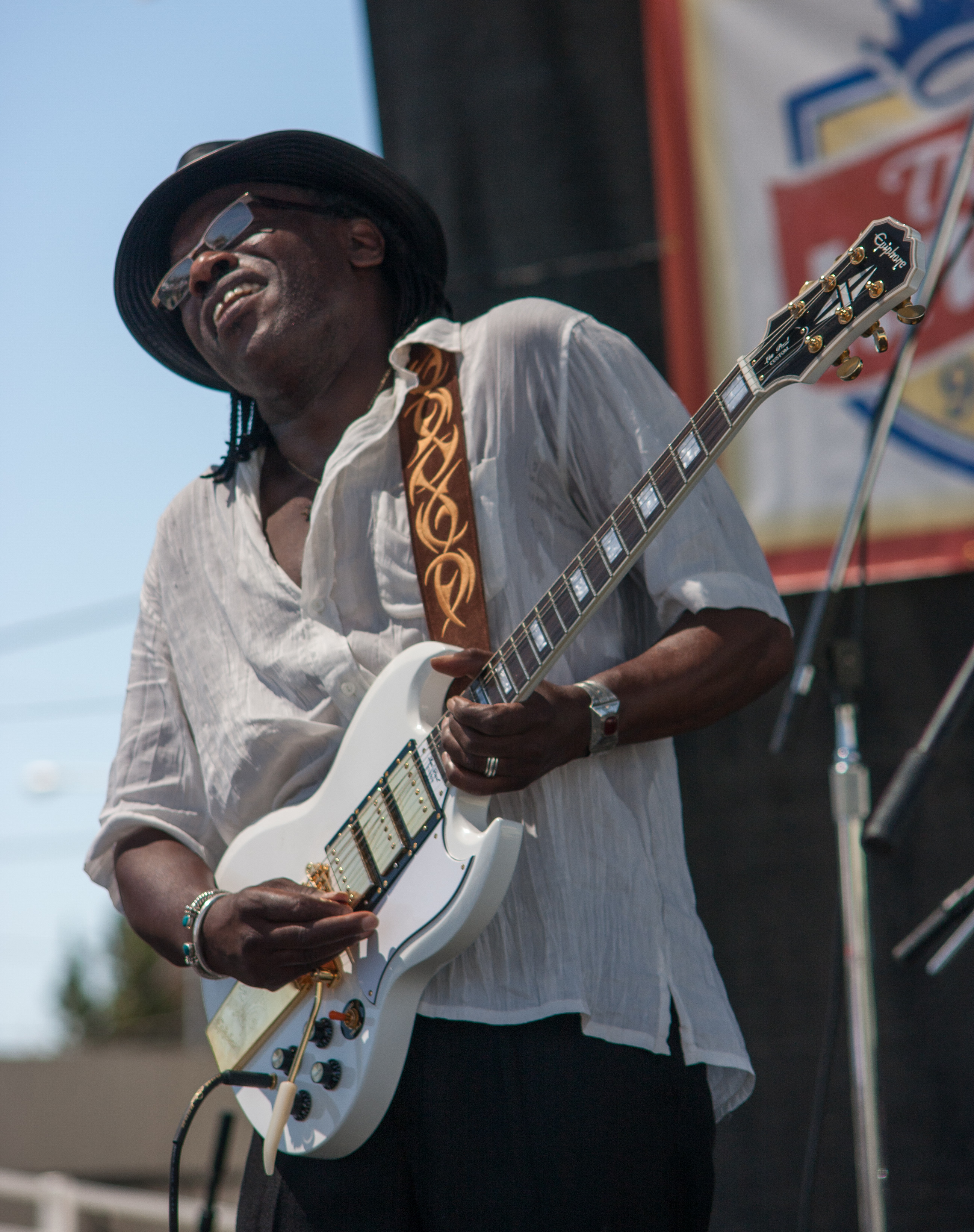
Joe Louis Walker beim Petaluma-Festival 2009

Joe Louis Walker 2010

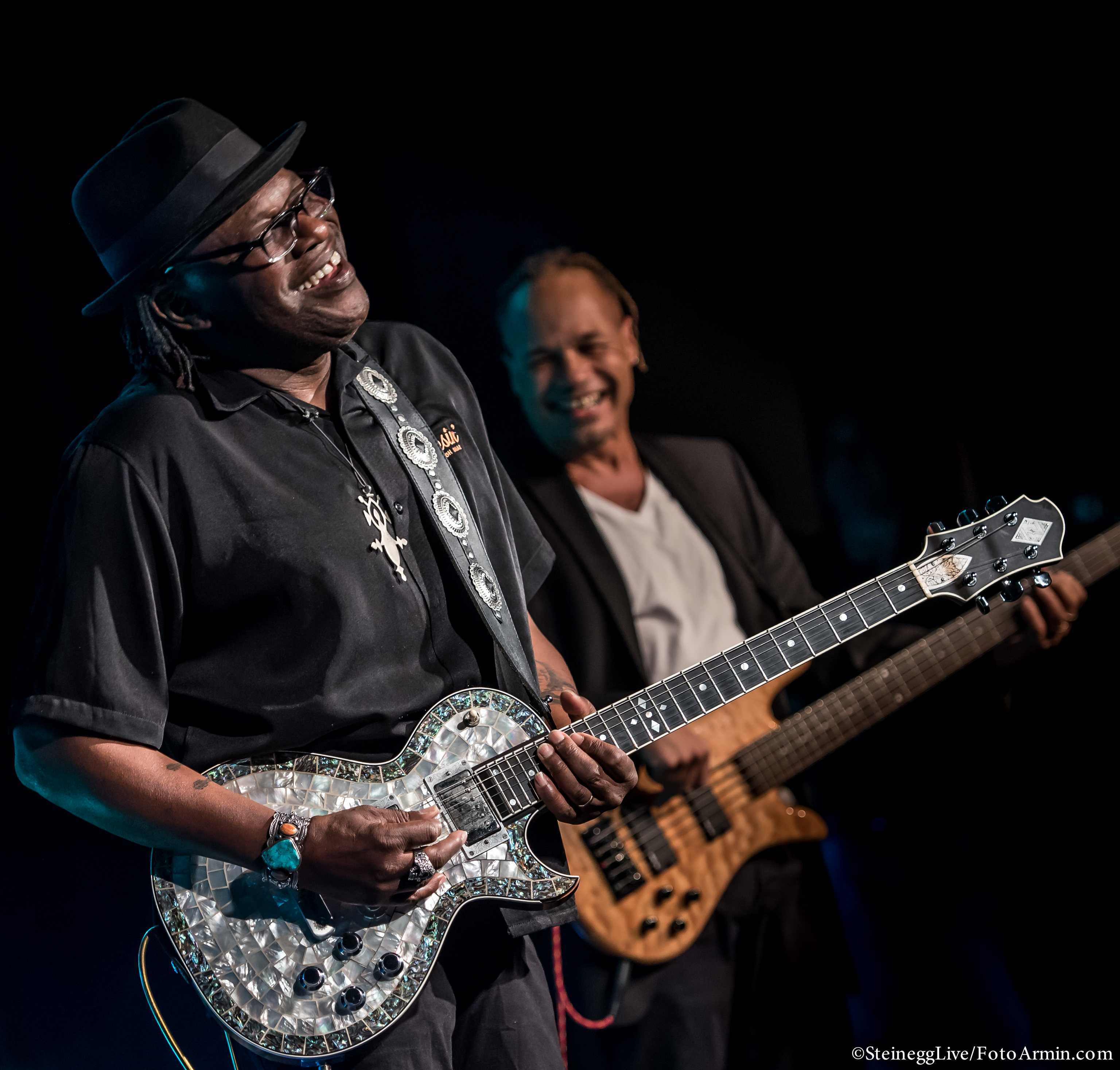
Joe Louis Walker beim Steinegg Live Festival 2018

Joe Louis Walker (* 25. Dezember 1949 in San Francisco, Kalifornien; † 30. April 2025) war ein US-amerikanischer Blues-Gitarrist.

## Biografie
Durch seine Eltern kam Walker schon als Kind mit dem Blues in Berührung. Mit 14 begann er, Gitarre zu spielen. Im Alter von 16 beschloss er, mit der Musik sein Geld zu verdienen.
Mike Bloomfield führte Walker in die Blues-Szene der Bay Area ein. In den 1960er Jahren spielte er mit Stars wie Steve Miller, Jimi Hendrix, Grateful Dead, Lightnin’ Hopkins, Magic Sam, Earl Hooker, Freddie King, John Lee Hooker, Muddy Waters, Fred McDowell und Lowell Fulson.
Ausgebrannt zog sich Walker 1975 für zehn Jahre vom Blues zurück und sang beim Gospel-Quartett The Spiritual Corinthians, mit dem er 1980 das Album God Will Provide aufnahm.
1985 kehrte er zum Blues zurück, doch blieb der Einfluss der Gospel-Musik fortan stets zu spüren. Er gründete in San Francisco die „Bosstalkers“. Sein vielbeachtetes erstes Album Cold Is the Night, das mit dem Prix Big Bill Broonzy ausgezeichnet wurde, erschien 1986, mehrere folgten.
Walker gewann zahlreiche Auszeichnungen, darunter mehrere Handy Awards.

## Diskografie

### Alben
- Cold Is the Night (1986)
- The Gift (1988)
- Blue Soul (1989)
- Live at Slim's, Volume One (1991)
- Live at Slim's, Volume Two (1992)
- Blues Survivor (1993)
- JLW (1994)
- Blues of the Month Club (1995)
- Great Guitars (1997)
- Preacher and the President (1998)
- Silvertone Blues (1999)
- In the Morning (2002)
- Pasa Tiempo (2002)
- Guitar Brothers (2002)
- She's My Money Maker (2002–03)
- Ridin' High (2003)
- New Direction (2004)
- Playin' Dirty	(2006)
- Witness to the Blues (2008)
- Between a Rock and the Blues (2009)
- Hellfire (2012)
- Hornet's Nest (2014)
- The Best of the Stony Plain Years (2014)
- Everybody Wants a Piece (2015)

### DVDs
- Live At 'On Broadway' (2001)
- Joe Louis Walker In Concert (2003)
- Viva Las Vegas Live (DVD plus CD, 2019)